# 查塔姆 (麻薩諸塞州)
查塔姆（英語：Chatham）是一個位於美國麻薩諸塞州巴恩斯特布爾縣的鎮。

## 人口
根據2020年美國人口普查的數據，查塔姆的面積為63.20平方千米，當中陸地面積為41.80平方千米，而水域面積為21.40平方千米。當地共有人口6594人，而人口密度為每平方千米104人。